# Derrygonnelly

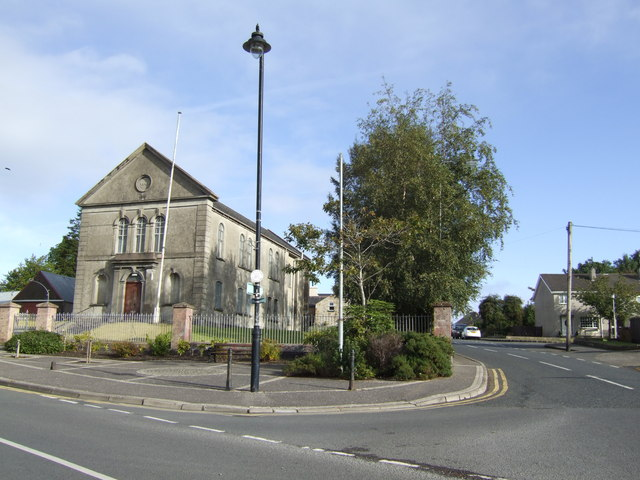
Orange Hall in Derrygonnelly.

Derrygonnelly (irisch Doire Ó gConaíle) ist eine Gemeinde in Nordirland. Sie gehörte zur historischen Grafschaft Fermanagh, von 1973 bis 2015 zum District Fermanagh und seit 2015 zum District Fermanagh and Omagh.
Derrygonnelly liegt am Upper Lough Erne und in der Nähe der Grenze zur Republik Irland. Die alte Marktgemeinde lebt hauptsächlich von der Viehwirtschaft bzw. von Molkereiprodukten, sodass bis heute die Landwirtschaft dominiert. Bedeutend ist auch die lange Tradition irischer Volksmusik. So findet alljährlich ein Musikfestival statt, das dem Andenken des bekanntesten Sohnes des Ortes, dem 1986 verstorbenen Musiker Eddie Duffy, gewidmet ist und bei dem lokale Musiktalente gefördert werden. 
Die Einwohnerzahl des Orts wurde beim Census 2001 mit 594 Personen ermittelt, von denen 77,4 % katholisch und 20,1 % protestantisch waren.